# Рен, Олли
О́лли И́льмари Рен, иногда Оли Рен (фин. Olli Ilmari Rehn; род. 31 марта 1962, Миккели, Финляндия) — финский и европейский политик от партии Финляндский центр, зампредседателя Европарламента (2014—2015), заместитель председателя Еврокомиссии (2011—2014); министр экономического развития Финляндии (2015—2016). С июля 2018 года — генеральный директор Банка Финляндии.

## Биография
Окончил бакалавриат Макалестер-колледжа в Сент-Поле, Миннесота (изучал экономику, международные отношения и журналистику) и Хельсинкский университет, где стал магистром политических наук. Вступил в партию Центр, занимал там различные руководящие должности, был членом финского парламента.
В 1995 году Рен стал членом Европарламента.

### Работа в Европарламенте
В 2004 году на короткое время стал комиссаром по вопросам предпринимательства и информационного общества в комиссии Романо Проди, срок действия которой истекал в том же году. Свои полномочия Олли Рен делил с представителем вступившей в Евросоюз Словакии Яном Фигелем. В ноябре 2004 года Рен был назначен комиссаром по вопросам расширения Евросоюза. На этом посту Рен вёл переговорные процессы с претендентами на вступление в Евросоюз; в 2007 году в Евросоюз вступили Румыния и Болгария. Дальнейшее расширение, по мнению Рена, должно было затронуть прежде всего западную часть Балканского полуострова — в частности, Хорватия должна была, по его мнению, войти в Евросоюз не позднее 2012 года (в действительности Хорватия стала членом Евросоюза с июля 2013 года).
9 февраля 2010 года сменил Хоакина Альмунию в должности европейского комиссара по финансам. С 27 октября 2011 года — заместитель председателя Еврокомиссии. Рен последовательно отстаивал позиции Евросоюза как от критических замечаний внутри Финляндии, так и от критики со стороны МВФ. В июле 2014 года на посту еврокомиссара по финансам Рена сменил другой финский политик — бывший премьер-министр этой страны Юрки Катайнен.

## Возвращение в финскую политику
1 июля 2014 года Рен был назначен на пост заместителя председателя Европейского парламента (он стал одним из 14 заместителей председателя). Срок его полномочий на этой должности составлял 2,5 года, однако в мае 2015 года Рен вернулся в финскую политику, став министром экономического развития в кабинете Сипиля (на должности зампредседателя Европарламента его сменила бывшая премьер-министр Финляндии Аннели Яаттеэнмяки). На посту министра он был до 29 декабря 2016 года, затем его сменил Мика Линтиля. 18 мая 2018 года Рен был утверждён новым генеральным директором Банка Финляндии, он вступит в должность 12 июля 2018 года, сменив на этом посту Эркки Лииканена.